# راینر اولهاوزر
راینر اولهاوزر (انگلیسی: Rainer Ohlhauser؛ زادهٔ ۶ ژانویهٔ ۱۹۴۱) بازیکن فوتبال اهل آلمان است.
وی همچنین برندهٔ جوایزی همچون برگ بوی نقره‌ای شده‌است.
از باشگاه‌هایی که در آن بازی کرده‌است می‌توان به باشگاه فوتبال گراس‌هاپر زوریخ، باشگاه والیبال اشتوتگارت فریدریشسهافن، باشگاه فوتبال بایرن مونیخ، و باشگاه فوتبال اس‌وی زاندهاوزن اشاره کرد.
وی همچنین در تیم ملی فوتبال آلمان بازی کرده‌است.